# Tanglewilde
Tanglewilde (2010 előtt Tanglewilde–Thompson Place) az Amerikai Egyesült Államok északnyugati részén, Washington állam Thurston megyéjében elhelyezkedő statisztikai település. A 2010. évi népszámlálási adatok alapján 5892 lakosa van.

## Népesség
A település népességének változása:
| Lakosok száma | 5670 | 5892 | 6265 |
|               | 2000 | 2010 | 2020 |